# Antonio Angelillo
Antonio Valentín Angelillo (Buenos Aires, 5 settembre 1937 – Siena, 5 gennaio 2018) è stato un calciatore e allenatore di calcio argentino naturalizzato italiano, di ruolo attaccante o centrocampista.

## Carriera

### Giocatore

#### Club

##### Gli esordi in Sudamerica e il trasferimento all'Inter

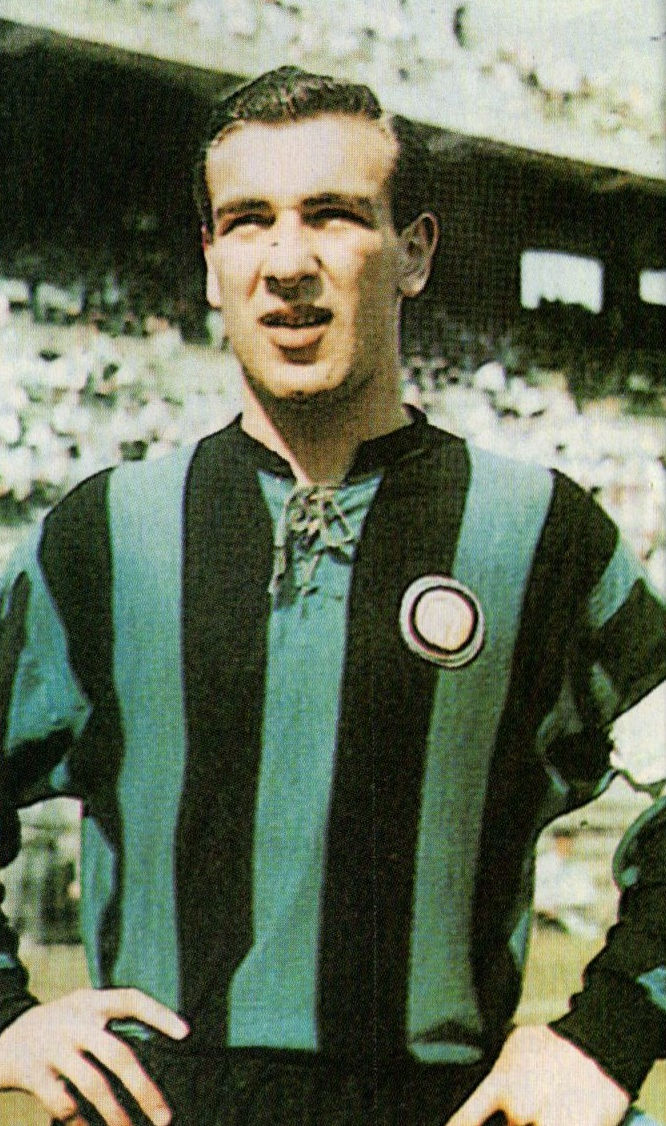
Angelillo all'Inter

Di origini lucane (il nonno era nativo di Rapone), Angelillo, una mezzala assai rapida e prolifica, cresce calcisticamente nell'Arsenal de Lavallol dove debutta nel 1952. Tre anni dopo compie il salto di qualità, passando al Racing Club de Avellaneda. Nel 1956 viene acquistato dal Boca Juniors, con cui totalizzerà 34 presenze e 16 gol.
L'exploit in Perù (dove il giovane calciatore aveva vinto la venticinquesima edizione della Copa América con la nazionale argentina) fa di Angelillo oggetto del desiderio di varie squadre europee: la spunta l'Inter, che già nell'estate 1957 lo porta a Milano. Nel corso della prima stagione interista, Angelillo trova come compagni d'attacco il vecchio "Veleno" Lorenzi, che gioca l'ultima sua stagione in maglia nerazzurra, il non più giovane Skoglund e Massei, oriundo argentino pure lui. Segna 16 reti, ma la classifica cannonieri è vinta dal gallese John Charles (Juventus) con 28 gol, seguito dall'oriundo sudafricano Eddie Firmani (23) e dall'ex compagno d'attacco in Argentina, Omar Sívori (22). Il ventenne Angelillo, infatti, non si ambienta facilmente alla vita milanese e precipitosamente la stampa lo definisce «bidone»; i compagni di squadra Livio Fongaro ed Enea Masiero lo proteggono, portandolo a vivere nella loro pensione, e così riesce a riprendersi.
Nella stagione successiva (1958-1959), Angelillo si laurea capocannoniere con 33 gol (tra cui una cinquina alla Spal), stabilendo un record per i tornei a 18 squadre; con 38 reti complessive, inoltre, eguaglia il primato stagionale di gol realizzati con la maglia dell'Inter (appannaggio, fino a quel momento, del solo Giuseppe Meazza).
Angelillo rimane all'Inter quattro stagioni, con 127 partite e 77 gol. Nel 1961 però il rapporto con il club milanese si deteriora, tanto che l'allenatore Helenio Herrera accusa l'attaccante di «dolce vita». In effetti, la resa sul campo era sotto le attese e le sue possibilità, e Angelillo aveva trascorso qualche serata di troppo in compagnia della nota ballerina Attilia Tironi (nome d'arte Ilya Lopez). L'argentino viene ceduto alla Roma per 270 milioni di lire, nonostante le titubanze del presidente nerazzurro Angelo Moratti in merito al rafforzamento di una squadra rivale.
In realtà, la sua cessione ebbe una doppia motivazione: al declino delle prestazioni si aggiunsero motivi tecnici; Helenio Herrera preferiva non avere calciatori indipendenti, che non si votassero al suo concetto di squadra. Non a caso, la partenza del solista Angelillo e il contemporaneo arrivo da Barcellona di Luis Suarez segnarono la svolta che portò l'Inter a vincere, nel quinquennio successivo, tre scudetti, due Coppe dei Campioni e due Coppe Intercontinentali. In ogni caso, rinunciando ad un tale campione, la società volle tutelarsi inserendo nel contratto di cessione una clausola che impegnava la Roma acquirente a non cedere Angelillo al Milan o alla Juventus o alla Fiorentina, clausola che Angelillo ignorava.

##### Roma, Milan e la fine della carriera
Nella Roma disputa quattro stagioni positive, a parte un inizio molto stentato, giocando da centrocampista. Resta fino alla stagione 1964-1965, totalizzando 27 gol in 106 presenze e vincendo la Coppa delle Fiere 1960-1961 a la Coppa Italia 1963-1964. Vi trova Pedro Manfredini, pochi anni prima in Argentina considerato il suo erede. Nel club capitolino Angelillo arretra a centrocampo, divenendone il regista e disputando, stando agli scritti degli osservatori più attenti (Brera in primo luogo), tre campionati a livelli mondiali.
Nell'estate 1965 Angelillo si trasferisce al Milan di Nils Liedholm. Coi rossoneri disputa una mediocre stagione (11 presenze e 1 rete), anche perché mal visto dai tifosi rossoneri per via della sua lunga militanza con la maglia dei cugini dell'Inter. Nella stagione 1966-1967 quindi va al Lecco neopromosso in Serie A, nelle cui file gioca il giovane talento brasiliano Sergio Clerici: in 22 partite segna una sola rete e la squadra retrocede in Serie B.
Nell'estate del 1967, nel tentativo di rilanciarsi in una grande piazza, si trasferisce in prova al Napoli (disputando una tournée della squadra azzurra in Colombia, Perù, Bolivia e Venezuela), riformando per qualche partita la famosa coppia con l'amico Omar Sívori. Quest'ultimo è artefice dell'arrivo di Angelillo in maglia azzurra e ne caldeggia l'acquisto definitivo alla dirigenza del Napoli, in cerca di calciatori dal glorioso passato a basso costo. Le appena sufficienti prestazioni nelle amichevoli in maglia azzurra e, soprattutto, l'infortunio gravissimo occorso al suo amico-sponsor Sívori proprio durante quella tournée faranno però saltare l'accordo con la società partenopea.
Sfiduciato e senza squadra, Angelillo accetta di ritornare al Milan in cerca di un attaccante d'esperienza che giochi solo in caso d'emergenza. Sarà scudetto e nonostante solo 3 partite riuscì anche a segnare 1 gol. L'anno successivo gioca in Serie B nel Genoa, con 22 presenze e 5 reti.
Nel 1969 scende tra i dilettanti dell'Angelana di Santa Maria degli Angeli, frazione di Assisi, in cui riveste il doppio ruolo di giocatore e allenatore sino al 1971, anno del ritiro.

#### Nazionale

##### Argentina

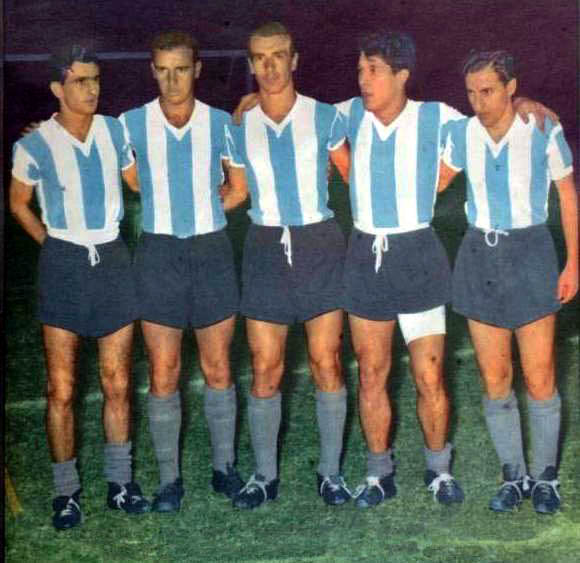
Angelillo (al centro) e gli Angeli dalla faccia sporca, perno dell'Argentina trionfatrice al Sudamericano 1957

Il 15 agosto 1956, nella vittoria per 1-0 contro il Paraguay, debutta nella nazionale argentina.
La prima grande affermazione avviene nella Campeonato Sudamericano de Football 1957 in Perù dove segna 8 volte, guidando i biancocelesti al trionfo, ma non solo in virtù dei gol (Maschio ne segnerà 9 e sarà il capocannoniere del torneo insieme all'uruguaiano Ambrois, mentre il terzo "angelo" argentino, Sívori, ne farà 3), quanto perché in ogni partita egli copre tutte le fasce del campo: accorre in aiuto della difesa, costruisce il gioco, fa gli assist per Maschio e, infine, segna. Non a caso la stampa sudamericana lo proclama "el nuevo Di Stefano", che nel frattempo si trovava al Real e giocava pure per la nazionale spagnola.
A proposito del Sudamericano 1957, va segnalato che in quell'edizione l'Argentina segnò 25 reti in 6 partite (8-2 alla Colombia, 4-0 all'Uruguay, 6-2 al Cile, 3-0 al Brasile) e tutti i cronisti di calcio dell'epoca davano per scontata la vittoria dei biancocelesti al Mondiale dell'anno successivo; al contrario, in Svezia lo squadrone argentino non era più tale perché privo dei tre "angeli" approdati in Italia e venne eliminato al primo turno, perdendo 1-3 con la Germania Ovest e addirittura 1-6 con la Cecoslovacchia.

##### Italia

Angelillo tra gli altri due oriundi, il brasiliano Altafini e l'argentino Sívori, in maglia azzurra nel 1961.

Nel 1960, essendo oriundo, Angelillo è chiamato nella nazionale italiana. In Argentina vige la regola secondo cui chi gioca all'estero non può vestire la casacca biancoceleste. Analoga sorte tocca agli altri due astri argentini del campionato italiano dell'epoca, Humberto Maschio e Omar Sívori ed è già toccata a Pedro Manfredini, Francisco Lojacono e Alfredo Di Stéfano. Nel frattempo in patria è considerato renitente alla leva, sicché per vent'anni non poté rimettere piede in Argentina.
La FIGC, dunque, non si lascia sfuggire l'occasione e decide di inserirlo nel giro azzurro, grazie anche alle sue origini italiane. Tuttavia le presenze di Angelillo con la nazionale azzurra si limiteranno a 2: dopo l'esordio con sconfitta nell'amichevole contro l'Austria (1-2 a Napoli, il 10 dicembre 1960), Angelillo giocherà solo un altro match, il 4 novembre 1961 a Torino, nella sonante vittoria (6-0) contro Israele, partita nella quale realizza, al 69', il suo primo e unico gol in azzurro.
Da segnalare che l'esordio in nazionale di Angelillo coincide con l'ultima partita in azzurro di Giampiero Boniperti (autore del gol), nonché con l'esordio in maglia azzurra di Sandro Salvadore e Giovanni Trapattoni. Per quanto concerne la seconda e ultima partita azzurra di Angelillo, in quell'occasione egli si ritrovò a fianco del compagno di nazionale argentina con cui vinse la Copa sudamericana: Omar Sívori. Quest'ultimo match era valevole per le qualificazioni ai Mondiali di Cile 1962, per i quali però Angelillo non verrà convocato al pari dell'altro oriundo Lojacono, e al contrario dei summenzionati Maschio e Sívori e degli italo-brasiliani Altafini e Sormani.
In compenso, Angelillo disputerà qualche incontro per la nazionale di Lega, composta dai migliori stranieri del campionato e da quei calciatori italiani esclusi dalla Nazionale A, e di cui si occupa Boniperti da poco ritiratosi dal calcio attivo.

### Allenatore
La carriera in panchina di Angelillo parte da una squadra dilettantistica, l'Angelana di Santa Maria degli Angeli, frazione di Assisi, dove riveste il doppio ruolo di allenatore e giocatore. Rimane in Umbria dal 1969 al 1971, retrocedendo in Prima Categoria nella stagione d'esordio ma risalendo immediatamente in Serie D nella seguente.
Allenerà poi Montevarchi, Chieti, Campobasso, Rimini, Brescia, Reggina e Pescara (dove, nella stagione 1978-1979 ottenne la promozione in Serie A con i biancazzurri), prima di iniziare l'avventura con l'Arezzo in Serie C1.
Nella città toscana, nella stagione 1981-1982 Angelillo guida gli amaranto alla promozione in Serie B, riportando il club nel calcio di seconda serie dopo sette anni. Nel campionato 1983-1984 l'Arezzo sfiora poi il salto in Serie A, giungendo 5º a soli 5 punti dalla promozione, dopo aver condotto in testa la prima metà del girone d'andata.
Avellino, Palermo, Mantova, ancora Arezzo, e i marocchini del FAR Rabat saranno le sue successive squadre, prima di chiudere in Serie C2 con la Sassari Torres, chiamato a metà del campionato di Serie C1 1990-1991, ed esonerato nel corso della stagione successiva.

### Dopo il ritiro
Ha lavorato come osservatore per l'Inter in Sudamerica: tra le sue principali scoperte, l'argentino Javier Zanetti, futuro capitano e successivamente vicepresidente del club nerazzurro.
Rimasto legato ad Arezzo, Angelillo ha vissuto nella città toscana; è morto all'età di 80 anni il 5 gennaio 2018 al Policlinico Santa Maria alle Scotte di Siena, dove si trovava ricoverato da due giorni.

## Statistiche

### Presenze e reti nei club
| Stagione            | Squadra             | Campionato          | Campionato | Campionato | Coppe nazionali | Coppe nazionali | Coppe nazionali | Coppe continentali | Coppe continentali | Coppe continentali | Altre coppe | Altre coppe | Altre coppe | Totale | Totale |
| Stagione            | Squadra             | Comp                | Pres       | Reti       | Comp            | Pres            | Reti            | Comp               | Pres               | Reti               | Comp        | Pres        | Reti        | Pres   | Reti   |
| ------------------- | ------------------- | ------------------- | ---------- | ---------- | --------------- | --------------- | --------------- | ------------------ | ------------------ | ------------------ | ----------- | ----------- | ----------- | ------ | ------ |
| 1955                | Racing Club         | PD                  | 9          | 3          | -               | -               | -               | -                  | -                  | -                  | -           | -           | -           | 9      | 3      |
| 1956                | Boca Juniors        | PD                  | 29         | 14         | -               | -               | -               | -                  | -                  | -                  | CdA         | 2           | 3           | 31     | 17     |
| 1957                | Boca Juniors        | PD                  | 5          | 2          | -               | -               | -               | -                  | -                  | -                  | -           | -           | -           | 5      | 2      |
| Totale Boca Juniors | Totale Boca Juniors | Totale Boca Juniors | 34         | 16         |                 | -               | -               |                    | -                  | -                  |             | 2           | 3           | 36     | 19     |
| 1957-1958           | Inter               | A                   | 34         | 16         | CI              | 0               | 0               | -                  | -                  | -                  | -           | -           | -           | 34     | 16     |
| 1958-1959           | Inter               | A                   | 33         | 33         | CI              | 4               | 3               | CdF                | 2                  | 2                  | -           | -           | -           | 39     | 38     |
| 1959-1960           | Inter               | A                   | 31         | 11         | CI              | 2               | 1               | CdF                | 1                  | 0                  | -           | -           | -           | 34     | 12     |
| 1960-1961           | Inter               | A                   | 15         | 8          | CI              | 2               | 1               | CdF                | 3                  | 2                  | -           | -           | -           | 20     | 11     |
| Totale Inter        | Totale Inter        | Totale Inter        | 113        | 68         |                 | 8               | 5               |                    | 6                  | 4                  |             | -           | -           | 127    | 77     |
| 1961-1962           | Roma                | A                   | 24         | 10         | CI              | 2               | 0               | CdF                | 2                  | 0                  | CA+TCS      | 6+2         | 3+1         | 36     | 14     |
| 1962-1963           | Roma                | A                   | 31         | 6          | CI              | 2               | 0               | CdF                | 8                  | 3                  | C.Alpi      | 4           | 6           | 45     | 15     |
| 1963-1964           | Roma                | A                   | 33         | 4          | CI              | 4               | 0               | CdF                | 6                  | 0                  | C.Alpi      | 4           | 0           | 47     | 4      |
| 1964-1965           | Roma                | A                   | 18         | 7          | CI              | 0               | 0               | CdF                | 6                  | 1                  | -           | -           | -           | 24     | 8      |
| Totale Roma         | Totale Roma         | Totale Roma         | 106        | 27         |                 | 8               | 0               |                    | 22                 | 4                  |             | 16          | 10          | 152    | 41     |
| 1965-1966           | Milan               | A                   | 11         | 1          | CI              | 1               | 0               | CdF                | 9                  | 2                  | -           | -           | -           | 21     | 3      |
| 1966-1967           | Lecco               | A                   | 22         | 1          | CI              | 3               | 0               | -                  | -                  | -                  | -           | -           | -           | 25     | 1      |
| 1967-1968           | Milan               | A                   | 3          | 1          | CI              | 6               | 0               | CdC                | 0                  | 0                  | -           | -           | -           | 9      | 1      |
| Totale Milan        | Totale Milan        | Totale Milan        | 14         | 2          |                 | 7               | 0               |                    | 9                  | 2                  |             | -           | -           | 30     | 4      |
| 1968-1969           | Genoa               | B                   | 22         | 5          | CI              | 2               | 0               | -                  | -                  | -                  | -           | -           | -           | 24     | 5      |
| Totale carriera     | Totale carriera     | Totale carriera     | 318        | 122        |                 | 28              | 5               |                    | 37                 | 10                 |             | 18          | 13          | 403    | 150    |

### Cronologia presenze e reti in nazionale
| Cronologia completa delle presenze e delle reti in nazionale ― Italia | Cronologia completa delle presenze e delle reti in nazionale ― Italia | Cronologia completa delle presenze e delle reti in nazionale ― Italia | Cronologia completa delle presenze e delle reti in nazionale ― Italia | Cronologia completa delle presenze e delle reti in nazionale ― Italia | Cronologia completa delle presenze e delle reti in nazionale ― Italia | Cronologia completa delle presenze e delle reti in nazionale ― Italia | Cronologia completa delle presenze e delle reti in nazionale ― Italia |
| Data                                                                  | Città                                                                 | In casa                                                               | Risultato                                                             | Ospiti                                                                | Competizione                                                          | Reti                                                                  | Note                                                                  |
| --------------------------------------------------------------------- | --------------------------------------------------------------------- | --------------------------------------------------------------------- | --------------------------------------------------------------------- | --------------------------------------------------------------------- | --------------------------------------------------------------------- | --------------------------------------------------------------------- | --------------------------------------------------------------------- |
| 10-12-1960                                                            | Napoli                                                                | Italia                                                                | 1 – 2                                                                 | Austria                                                               | Amichevole                                                            | -                                                                     |                                                                       |
| 4-11-1961                                                             | Torino                                                                | Italia                                                                | 6 – 0                                                                 | Israele                                                               | Qual. Mondiali 1962                                                   | 1                                                                     |                                                                       |
| Totale                                                                |                                                                       | Presenze                                                              | 2                                                                     |                                                                       | Reti                                                                  | 1                                                                     |                                                                       |

### Record
- Miglior marcatore stagionale nella storia dell'Inter, insieme a Giuseppe Meazza (38 reti).[6]
- Miglior marcatore stagionale nella storia della Serie A a 18 squadre (33 reti).[5]

## Palmarès

### Giocatore

#### Club

##### Competizioni nazionali
- Coppa Italia: 1

Roma: 1963-1964
- Campionato italiano: 1

Milan: 1967-1968

##### Competizioni internazionali
- Coppa delle Fiere: 1

Roma: 1960-1961

#### Nazionale
- Campeonato Sudamericano de Football: 1

1957

#### Individuale
- Capocannoniere della Serie A: 1

1958-1959 (33 gol)

### Allenatore

#### Competizioni regionali
- Prima Categoria: 1

Angelana: 1970-1971

#### Competizioni nazionali
- Coppa Italia Semiprofessionisti: 1

Arezzo: 1980-1981
- Campionato italiano Serie C1: 1

Arezzo: 1981-1982 (girone B)
- Campionato marocchino: 1

FAR Rabat: 1988-1989